# 神野真吾
神野 真吾（じんの しんご、1967年 - ）は、日本のアートディレクター、美術教育の研究者、千葉大学教育学部准教授。角川武蔵野ミュージアムアート部門ディレクター。 千葉アートネットワーク・プロジェクト（WiCAN）代表。 千葉市文化振興会議委員長。

## 概要
1967年、神奈川県横浜市生まれ。
1986年、千葉県立東葛飾高等学校卒業。1991年、東京藝術大学美術学部芸術学科卒業。1993年、同大学大学院美術研究科を修了（美学専攻）。東京大学社会情報研究所（現情報学環）研究生を経て、1995年より山梨県立美術館学芸員として11年間勤務。2004年からは山梨県庁生涯学習文化課も併任した。2006年から千葉大学に助教授・准教授として勤務し、社会とアートの関係についての研究や実践に取り組む。
千葉市美術館との連携プロジェクト「千葉アートネットワーク・プロジェクト」（WiCAN）の代表を務め、アーティストとの協働プロジェクトを毎年実施している。国立美術館の教育普及事業などに関する委員会の委員、千葉市文化芸術振興会議委員長なども務める。2013年から2020年までは山梨ジュエリーミュージアムのアドバイザーも務め、2020年からは角川武蔵野ミュージアムのアドバイザリー・ボードのメンバーも務める。

## 企画
- 2025年 - 「ロボット展 Fighting Robots 現代アーティストたちによるサイドストーリー」（所沢航空発祥記念館／出展作家：池内啓人、小松美羽、藤浩志、山本高之、弓指寛治）[4]
- 2025年 - 山本高之「どんなじごくへいくのかな？」展（角川武蔵野ミュージアム）
- 2023年 - 「タグコレ 現代アートはわからんね」（角川武蔵野ミュージアム）
- 2021年 - 千の葉の芸術祭 総合ディレクター[5]
- 2021年 - 「米谷健 ＋ ジュリア展 だから私は救われたい」（角川武蔵野ミュージアム）[6]
- 2020年-2022年 - 「《コロナ時代のアマビエ》プロジェクト」（角川武蔵野ミュージアム／出展作家：会田誠、鴻池朋子、川島秀明、大岩オスカール、荒神明日香）[7]
- 2008年 - 「～ひらがなアート～チバトリ」（千葉市美術館、WiCANアートセンター／出展作家：会田誠、遠藤一郎、大成哲雄、開発好明、木谷愛、倉重迅、Chim↑Pom、松陰浩之、横湯久美、岡田裕子、木村崇人）WiCAN代表[8]
- 2003年 - 「ポール・ホリウチ展 : シアトルに渡った日本の感性」（山梨県立美術館）[9]
- 2002年 - 「新版／日本の美術 : 伝統のもう一つの継承者たち」（山梨県立美術館／出展作家：小沢剛、須田悦弘、中ハシ克シゲ、福田美蘭など）[10]
- 2002年 - 「ボストンと山梨のミレー」（山梨県立美術館）[11]
- 2001年 - 「荻原英雄全仕事」（山梨県立美術館）
- 2000年 - 「現代美術百貨展」（山梨県立美術館／出展作家：山口晃、やなぎみわ、草間彌生、柳幸典など）[12]
- 1999年 - 「版と版画のはざ間で : メキシコ・日本・山梨 : 開館20周年記念」（山梨県立美術館）[13]
- 1998年 - 「山梨の現代作家たち : 1984-1998」（山梨県立美術館）[14]
- 1997年 - 「版画の現在 : ベルギー・日本・山梨」（山梨県立美術館）[15]
- 1997年 - 「2D?3D!たて、よこ、たかさ。ひろがり・・・ : 子どものための美術展 '97」（山梨県立美術館）[16]
- 1996年 - 「ミロ版画 : 1933-1963 : バルセロナ・ミロ美術館所蔵」（山梨県立美術館）[17]

## 著作

### 共著
- 「Discussion 神野真吾 芸術学×高嶺格 アーティスト×会田大也 ミュージアム・エデュケーター 現代美術を学び、伝えるための環境づくりとは?」（『美術手帖』2020年4月号、美術出版社）[18]
- 「前提を更新すること―鑑賞教育からAIまでの曖昧さを超えて―」『美しい未来を創る子どもたち』　美育文化協会、2019年
- 「「とがび」以降の美術教育はどうしたらいいのか？」『とがびアートプロジェクト―中学生が学校を美術館に変えた』 茂木一司、春原史寛との共著　東信堂、2019年
- 「美術教育と美術／アート」『美術教育ハンドブック』　三元社、2018年
- 『社会の芸術／芸術という社会』北田曉大、竹田恵子との共著　フィルムアート社、2016年[19]
- 「危機の時代とアート」『岩波講座 哲学７巻』　岩波書店、2008年

## 論文
- 「美術で何を学ぶのか?」（『美術手帖』2019年2月号、美術出版社）[20]
- 「私たちの社会の前提を問う」（『5: Designing Media Ecology』7号、2017年）
- 「一般化されうるアートの本質とは」（『5: Designing Media Ecology』3号、2015年）
- 「日本人は美術とのリアルな関係を築けるだろうか」（『芸術批評誌 REAR』21号、2009年）
- 「世界の「タカシ・ムラカミ」と村上隆の「日本」 ～傾向と対策が生んだ，成功と限界～」（『大学美術教育学会誌』2006年）[21]
- 「日本の美術　伝統のもう一つの継承者たち」（『新版／日本の美術 : 伝統のもう一つの継承者たち』（展覧会カタログ）、山梨県立美術館、2002年）
- 「現代美術百貨展で現代美術に強くなる！」（『現代美術百貨展』（展覧会カタログ）、山梨県立美術館、2000年）[22]